# 15020 Brandonimber
A 15020 Brandonimber (ideiglenes jelöléssel 1998 SV105) a Naprendszer kisbolygóövében található aszteroida. A LINEAR projekt keretében fedezték fel 1998. szeptember 26-án.